# Aero Caribbean-vlucht 883
Aero Caribbean-vlucht 883 was een vlucht tussen Internationale Luchthaven Toussaint Louverture en José Martí International Airport met tussenlanding in Santiago de Cuba. Alle 68 inzittenden kwamen om bij de crash.
De oorzaak van de crash was een samenlopen van technische problemen en inadequate handelen door de bemanning. Tijdens de vlucht veranderende klimatologische omstandigheden zorgden voor ernstige ijsvorming. De bemanning handelde hierop inadequaat met de crash als resultaat.
De 3 Nederlandse passagiers werkten voor hetzelfde bedrijf Damen Shipyards in Santiago.

## Inzittenden
| Nationaliteit | Passagiers | Bemanning | Totaal |
| ------------- | ---------- | --------- | ------ |
| Cuba          | 33         | 7         | 40     |
| Argentinië    | 10         |           | 10     |
| Mexico        | 7          |           | 7      |
| Nederland     | 3          |           | 3      |
| Australië     | 2          |           | 2      |
| Frankrijk     | 1          |           | 1      |
| Duitsland     | 1          |           | 1      |
| Italië        | 1          |           | 1      |
| Japan         | 1          |           | 1      |
| Spanje        | 1          |           | 1      |
| Venezuela     | 1          |           | 1      |
| Totaal        | 61         | 7         | 68     |